# Prasselkuchen

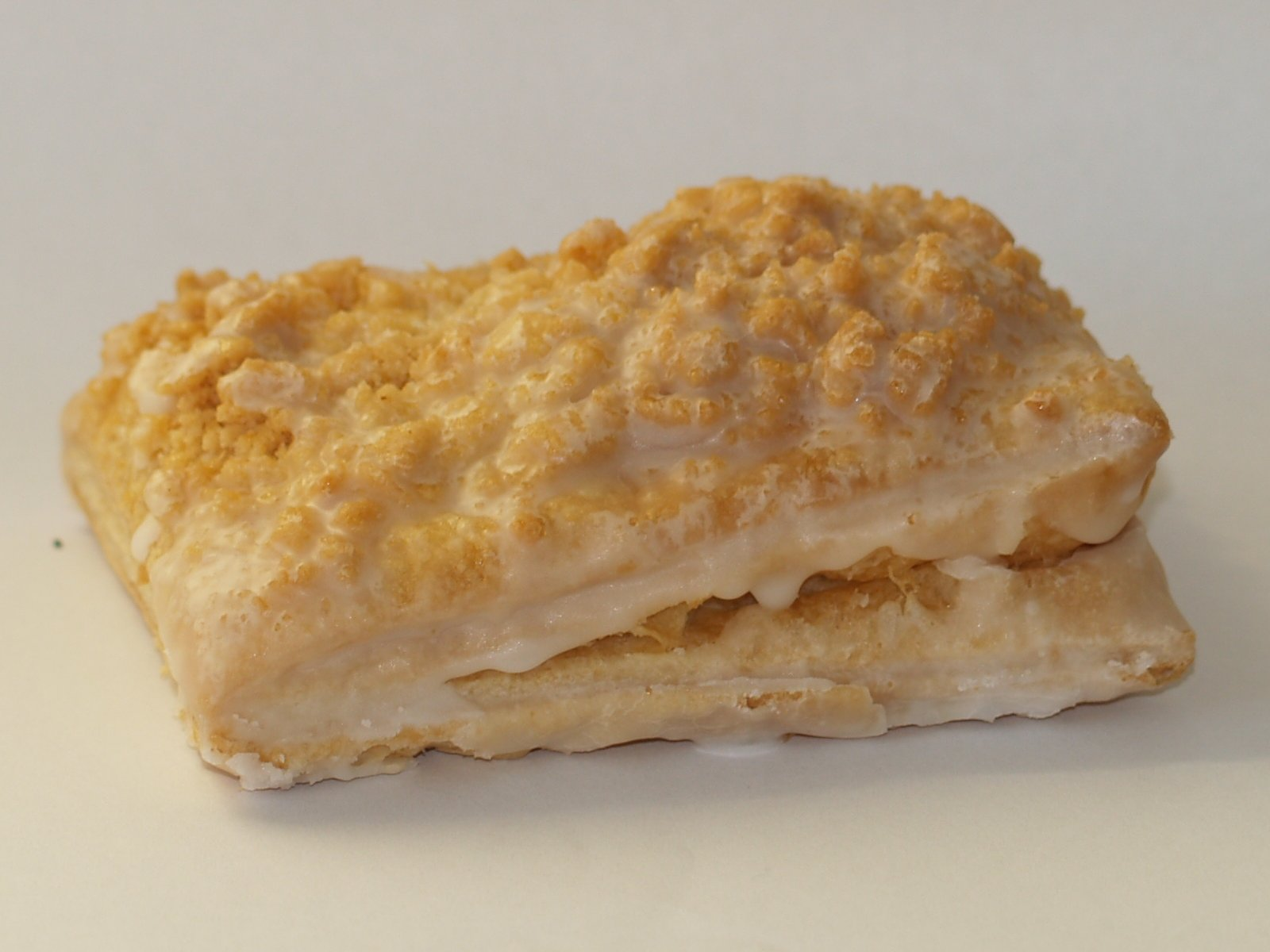
Prasselkuchen mit Zuckerguss

Als Prasselkuchen werden verschiedene Kuchen aus Blätterteig bezeichnet, der üblicherweise aprikotiert und glasiert und mit Streuseln bestreut wird. Früher war er eine ostdeutsche Spezialität, die vor allem in Schlesien und in Sachsen verbreitet war, während er heute in vielen Regionen bekannt ist.
Ein Grundrezept für Blechkuchen (auch Prasselschnitte) sieht Blätterteig vor, der auf einem Backblech gerollt, portioniert, mit Wasser, Eigelb oder Konfitüre benetzt wird, bevor eine dicke Schicht Streusel aufgetragen wird. Daneben gibt es verschiedene Varianten, die auf dem Grundrezept beruhen, z. B. mit Beeren, Aprikosen belegt, oder mit Zuckerguss bzw. Zimtzucker überzogen.
Ein Grundrezept für das Gebäck sieht Blätterteig vor, der in Streifen geschnitten wird, welche anschließend einmal zusammengeklappt werden. Anschließend werden sie mit Streusel bedeckt, gebacken und mit Zuckerguss überzogen.

## Literarische Erwähnung
Der Dresdener Erich Kästner erinnert sich in seinem 1957 erschienenen autobiographischen Buch Als ich ein kleiner Junge war:
[...] auf dem Nachhauseweg gingen wir in die Konditorei ›Parseval‹, wo ich mit Bienenstich, Prasselkuchen und heißer Schokolade traktiert wurde. (Wisst ihr, was Prasselkuchen ist? Nicht? Ach, ihr Ärmsten!)